# Здравствуй, Гнат!
«Здравствуй, Гнат!» — советский чёрно-белый художественный фильм режиссёра Виктора Ивченко, снятый в 1962 году на киностудии им. Довженко.
Премьера фильма состоялась 17 февраля 1963 года. Фильм посмотрели 12,2 млн зрителей.

## Сюжет
Во время строительства нефтепровода водолаз Гнат Марченко решает самостоятельно поднять не взорвавшуюся донную мину. Однако происходит оползень, и Гнат проваливается под тонны грунта. В это время он вспоминает свои военные годы, когда ему пришлось выполнить опасное задание в плену у фашистов. Пришедшая на помощь команда спасает Гната, а к строительству присоединяется чех Марек, который также находился в плену вместе с Гнатом.

## В ролях
- Анатолий Соловьёв — Гнат Марченко
- Нинель Мышкова — Мария
- Всеволод Сафонов — Марек
- Валерий Бессараб — Володя Сенькин
- Георгий Дрозд — Кочет
- Ирина Журавель — Валентина Георгиевна
- Анна Мусатова — Нюра
- Павел Клёнов — Бубнов
- Борис Мирус — Нестор Назарчук
- Пётр Вескляров — Иван Лапшин
- Лев Перфилов — Прохазка
- Владимир Данченко — генерал
- Домиан Козачковский — фашистский генерал
- Виктор Шульгин — Григорий
- Валентин Черняк — бывший лётчик-истребитель

## Съёмочная группа
- Режиссёр: Виктор Ивченко
- Сценарист: Вадим Кожевников
- Оператор: Алексей Прокопенко
- Художник: Михаил Юферов
- Звукорежиссёр: Ариадна Федоренко
- Композитор: Игорь Шамо